# حسيني سفلي
حسيني سفلي (بالفارسية: حسینی سفلی) هي مستوطنة تقع في قسم ورقه الريفي في إيران.